# Condado de Słupsk
Condado de Słupsk (polaco: powiat słupski) é um powiat (condado) da Polónia, na voivodia de Pomerânia. A sede do condado é a cidade de Słupsk. Estende-se por uma área de 2304 km², com 92 227 habitantes, segundo os censos de 2005, com uma densidade 40,03 hab/km².

## Divisões admistrativas
O condado possui:
Comunas urbanas: Ustka
Comunas urbana-rurais: Kępice
Comunas rurais: Damnica, Dębnica Kaszubska, Główczyce, Kobylnica, Potęgowo, Redzikowo, Smołdzino, Ustka
Cidades: Ustka, Kępice

## Demografia
População (dados de 30 de Junho de 2005):
|          | Total   | Total | Mulheres | Mulheres | Homens  | Homens |
| -------- | ------- | ----- | -------- | -------- | ------- | ------ |
|          | pessoas | %     | pessoas  | %        | pessoas | %      |
| Total    | 92 227  | 100   | 46 213   | 50,1     | 46 014  | 49,9   |
| Cidades  | 20 115  | 100   | 10 470   | 52,1     | 9645    | 47,9   |
| Povoados | 72 112  | 100   | 35 743   | 49,6     | 36 369  | 50,4   |